# Nadine Hwang

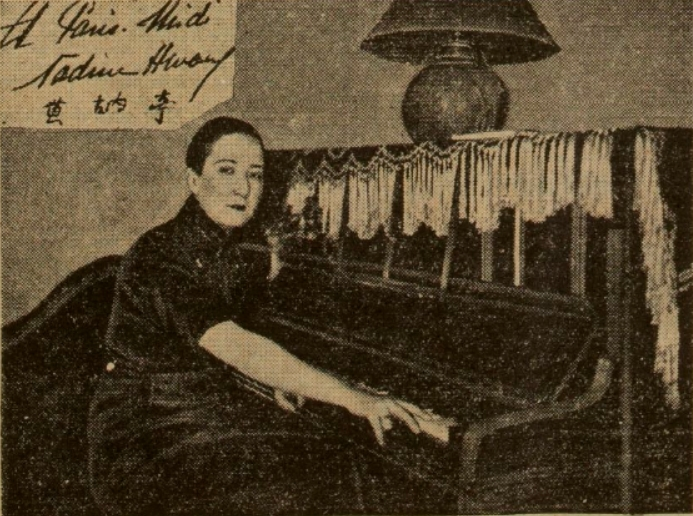
Nadine Hwang, Paris 1933

Nadine Hwang, auch Nadine Huong (chinesisch 黃訥亭; geboren am 9. März 1902 in Madrid, gestorben 1972), war eine der ersten chinesischen Pilotinnen und diente in der chinesischen Luftwaffe als Ehrenoberst. Diplomatisches Geschick und ihre vielseitigen Fähigkeiten nutzte die Juristin, um in verschiedenen Ländern zu leben. Sie war Geliebte von Natalie Clifford Barney und überlebte die Deportation in das KZ Ravensbrück.

## Leben

### Frühe Jahre
Nadine Hwang wurde in Madrid geboren, ihre Mutter Juliette Brouta-Gilliard kam aus Belgien. Ihr Vater, Lühe Hwang (chinesisch 黃履和, Pinyin Huáng Lǚhé), stammte aus einer einflussreichen chinesischen Familie, war Diplomat und hoher Beamter. Da er fließend Spanisch sprach, wurde er zu Beginn seiner Laufbahn als Sekretär der 1. Gesandtschaft nach Madrid versetzt, wo er seine Frau Juliette Brouta-Gilliard kennenlernte. Im Jahr 1904 wurde er kurzzeitig nach Havanna versetzt, wo 1905 Hwangs Schwester Marcela (chinesisch 黃瑪賽) geboren wurde, die spätere Schriftstellerin und Übersetzerin Marcela de Juan (gestorben 1981). Einige Monate später kehrte die ganze Familie nach Madrid zurück, wo Lühe zum Leiter der chinesischen Gesandtschaft ernannt worden war.
In der Schule in Madrid sprach Nadine Hwang Kastilisch sowie ihre Muttersprache Französisch fließend. Sie übte Mandarin-Chinesisch mit den anderen Familien in der Gesandtschaft und nahm Englischunterricht.

### Emanzipation

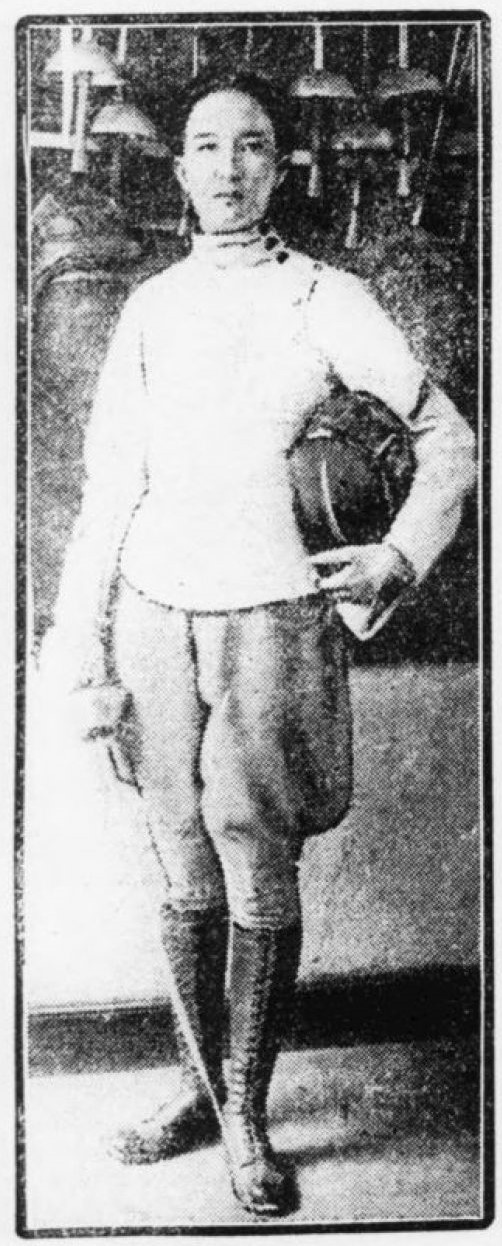
Nadine Hwang in Fechtkleidung 1928

Nach dem Zusammenbruch der Mandschu-Herrschaft 1911 und der Gründung der Republik, die am 1. Januar 1912 ausgerufen worden war, wurde Hwangs Vater im Jahr 1913 nach Peking in die Abteilung für europäische Angelegenheiten des Außenministeriums versetzt. Die Familie zog nach China, wo sie sich in der politischen, intellektuellen und sozialen Elite bewegte. Nadine Hwang setzte ihre Ausbildung in einer internationalen Schule fort, die von französischen Nonnen geleitet wurde. Anschließend studierte sie mittels Fernstudium Jura am amerikanischen Hamilton College.
Als junges Mädchen aus einer Familie mit hohem sozialem Status hatte Hwang das Privileg, Persönlichkeiten ihrer Zeit wie Mao Zedong, Lin Yutang oder Hu Shi zu treffen, die als Gäste ins Haus der Familie eingeladen wurden.
Hwang versuchte schon als Mädchen, den Fesseln der Konventionen und Geschlechterstereotypen zu entkommen. Sie lernte sehr früh Autofahren und das Fliegen von Kleinflugzeugen. „Alles fasziniert mich an diesen westlichen Mechanikern“, vertraute sie 1928 einem Journalisten des Excelsior an. „Ich würde gerne auf einer Lokomotive sitzen und einen Zug mit Volldampf fahren“. Sie trug gerne Männerkleidung, sei es beim Sport oder bei einem Fest, wo sie zum Beispiel in der traditionellen aragonischen Tracht auftrat, um mit einer Reiterin die aragonische Jota zu tanzen. Der japanisch-amerikanische Künstler und Designer Isamu Noguchi erinnerte sich, dass er 1930 einen „schönen Leutnant in der Armee des jungen Marschalls Chang Hsueh-Liang“ traf. Er beschrieb sie als „piratenhaft“. Sie erlernte Sportarten wie Polo, Kricket und Reiten, für die durchschnittlichen chinesischen Frauen ihrer Zeit undenkbare Beschäftigungen. Vor nicht langer Zeit waren die chinesischen Frauen von der tausendjährigen Tradition der Drei-Zoll-Lotusfüße befreit worden.

### Karriere in China
Zhang Zongchang war der erste Kriegsherr, der Frauen in seine Armee aufnahm. Als er Nadine Hwang kennenlernte, beschloss er, sie zum Oberst der Luftwaffe zu machen, und bestand darauf, dass sie kurze Haare und eine Uniform trug. Obwohl ihr Rang als Oberst offenbar nur ein Ehrenrang war, erhielt Nadine dennoch eine Vertrauensstellung als Verbindungsoffizier im Stab. In dieser Zeit verdiente sie sich ihren Spitznamen „die Amazone des Nordens“.
Nadine Hwang wurde ab 1929 als Leutnant in der chinesischen Armee unter Marschall Chang Hsueh-Liang stationiert. Später erhielt sie eine wichtige wirtschaftliche Position in der chinesischen Beiyang-Regierung und arbeitete als vertrauliche Sekretärin von Premierminister Pan Fu. Zuvor hatte sie bereits seit 1927 als Pressechefin für ihn gearbeitet.

„Ihre erstaunliche Karriere bringt sie mit fünfundzwanzig Jahren auf den Platz eines Beraters des Ministerpräsidenten Pan-Fu. Ihre Ernennung auf diesen Posten traf das alte Regime im Juli wie ein Blitz. Als die ‚Amazone des Nordens‘ bekannt, bekleidet Fräulein Hwang den Rang eines Obersten sowohl in der chinesischen Infanterie wie im chinesischen Fliegerkorps, dessen schmucke Uniform sie mit einer durchaus nicht weibischen, eleganten Forschheit trägt. Fräulein Hwang ist die weitaus vielseitigste und ungewöhnlichste junge Frau in Nordchina. Sie ändert ihre Persönlichkeit mit ihrem Kostüm und erscheint in den zwölf Stunden des Tages als Wildfang par excellence, als flotter Offizier, als Politikerin, als junges Mädchen der Gesellschaft und als vollendete Weltdame. Am Morgen sieht man sie in korrektem Männeranzug reiten, fechten oder Tennis spielen, bis sie sich pünktlich um 8 Uhr in ihr Bureau begibt, am Volant ihres eigenen Autos, mit einem Chauffeursoldaten hinter sich.“

Die Modernisierung des republikanischen Chinas unter nationalistischer Herrschaft in den frühen 1930er-Jahren wurde durch innenpolitische Unruhen und ein zunehmend aggressives kaiserliches Japan bedroht, sodass Hwang nie das Leben führen konnte, das sie sich in China wünschte. 1933 zog sie nach Paris, wo sie sich dem Bohème-Leben hingab. Auf Reisen in die USA und durch Europa hielt sie Vorträge über ihr Land und setzte sich diplomatisch für einen stärkeren wirtschaftlichen Austausch ein.

### Aufenthalt in Paris

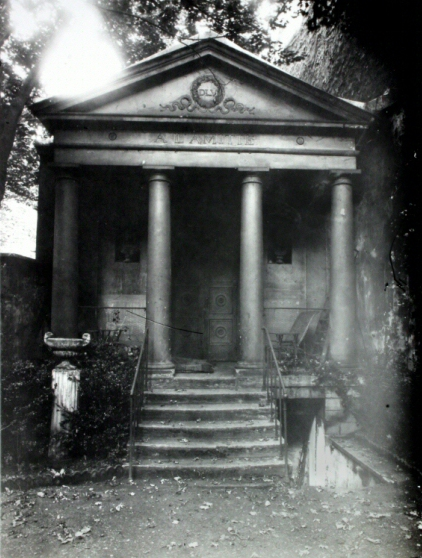
Freundschaftstempel in der 20 Rue Jacob

Zu Beginn der 30er-Jahre zog Nadine Hwang nach Paris, übernahm gelegentlich für Natalie Clifford Barney die Rolle als Chauffeurin und wurde deren Geliebte. Barney veranstaltete regelmäßig literarische Salons (Le salon de l’Amazone), in denen sich das kosmopolitische, avantgardistische Paris zumeist in ihrem Freundschaftstempel (französisch Le Temple de l’Amitié) traf. Hwang genoss den Lebensstil der Bohème, den die Pariser Hauptstadt ihr bot. In einem Bericht über diese besondere Periode der Pariser Geschichte wird sie als „piratenhafte“ asiatische Schönheit bezeichnet, während sie in einem anderen Bericht als Transvestitin beschrieben wird.
In Barneys Salon versammelte sich eine große Gruppe von Intellektuellen und Künstlern aus der ganzen Welt, darunter viele führende Persönlichkeiten der französischen Literatur sowie amerikanische und britische Modernisten, die so genannte Lost Generation des frühen 20. Jahrhunderts. Es gibt Hinweise, die darauf schließen lassen, dass Nadine Hwang auch als Agentin im Auftrag der französischen Résistance gegen die Nazis spionierte. Nach einer Beschreibung in den Schriften von Helene Nera litt Hwang unter dem erstickenden Rassismus aufgrund ihrer chinesischen Identität und den Eifersüchteleien unter den vielen Liebhaberinnen und Bewunderern von Barney.
1940 war ganz Europa vom Einfluss der Nazis überschattet, Natalie Barney floh vor der deutschen Invasion nach Florenz. Nadine Hwang wurde aus bisher unbekannten Gründen 1944, kurz vor der Befreiung großer Teile Frankreichs durch die Alliierten, in das Frauen-Konzentrationslager Ravensbrück deportiert.

„Eine ungewöhnliche Frau ist die Chinesin Nadine Hwang, die an dem Kriege in China teilnahm und Oberstenrang hat. Sie hält sich zurzeit in Frankreich auf, um für eine Verbindung zwischen China und Frankreich auf wirtschaftlichem und kulturellem Gebiet zu arbeiten. Wenn sie als Diplomatin Tüchtiges leistet, so nimmt man allgemein an, daß ihr diese Anlagen von ihrem Vater überkommen sind, der seinerzeit in Spanien Gesandter war und großes Ansehen genoß.“

### Deportation
Am 13. Mai 1944 verließ der Transport den Gare de l’Est in Paris. Vier Tage später erreichten die 567 Frauen den Bahnhof Fürstenberg. Im KZ Ravensbrück bekam Nadine Hwang die Häftlingsnummer 39239 und musste den roten Winkel tragen, der sie als politische Gefangene kennzeichnete.
Sie musste bei Siemens Zwangsarbeit leisten und freundete sich mit Rachel Krausz und deren neunjähriger Tochter Irene Krausz an, beides britische Staatsbürgerinnen, die in den Niederlanden gelebt hatten. „Meine Mutter und Nadine teilten die Liebe zur Poesie“, berichtete Irene Fainman-Krausz, die zum Stand 2018 in Südafrika lebt. Um an Nadine Hwang zu erinnern – schließlich half sie ihr und ihrer Mutter zu überleben –, gab Irene ihrer Tochter, die 1971 – nur ein Jahr nach Hwangs Tod – geboren wurde, den Vornamen Nadine.

### Begegnung mit Nelly Mousset-Vos
Am Weihnachtsabend 1944 wurde Nelly Mousset-Vos gebeten, in der Baracke mit französischen Häftlingen Weihnachtslieder zu singen. Nach ein paar Liedern rief eine Stimme: „Sing etwas von Madame Butterfly!“ Mousset-Vos sang Un bel dì vedremo, über das Warten auf einen geliebten Menschen. Nadine Hwang, die um das Lied gebeten hatte, blieb von diesem Moment an mit Mousset-Vos verbunden. Sie wurden ein Paar und verbrachten so viel Zeit wie möglich miteinander. Aus Nelly Mousset-Vos Tagebucheinträgen geht hervor, dass sie dank ihrer Begegnung mit Nadine Hwang und durch diese Liebesbeziehung die Schrecken der Lagerhaft überleben konnte. Nelly Mousset-Vos  hatte sich als Kurierin im belgischen Widerstand gegen die Nazis betätigt.
Im März 1945 wurden sie getrennt, als Nelly Mousset-Vos in das Konzentrationslager Mauthausen deportiert wurde, wo sie fast starb. Im April 1945, kurz vor der Befreiung des Lagers, wurden Nadine Hwang, Irene und Rachel zusammen mit Tausenden von anderen Häftlingen mit den weißen Bussen des Roten Kreuzes nach Schweden evakuiert. Ihre Ankunft am 28. April in Malmö wurde von schwedischen Nachrichtenfotografen dokumentiert.

### Nach dem Krieg
1945 zog Nadine Hwang über Schweden nach Brüssel und begann dort mit Nelly Mousset-Vos in einer lesbischen Beziehung zusammenzuleben. Sie verließen Europa bald darauf, um in Venezuela ein neues Leben zu beginnen. Sie gaben sich als Cousinen aus und lebten zwei Jahrzehnte lang zusammen in Caracas. Nelly Mousset-Vos hatte zuvor in der venezolanischen Botschaft in Brüssel gearbeitet und Hwang arbeitete im Sekretariat einer Bank in Caracas. Ihre Wohnung war ein beliebter Treffpunkt für Freunde und Bekannte.

„Nadine war eine ausgezeichnete Köchin und hatte eine besondere Anmut; ich erinnere mich an einen chinesischen Tanz, den sie bei einer Gelegenheit mit so feinen Bewegungen vorführte. Ihre herausragende Intelligenz und ihre beeindruckenden Talente waren starke Merkmale ihrer Persönlichkeit.“

Durch eine Krankheit war Hwang gezwungen, starke Medikamente einzunehmen, und sie erlitt einen Schlaganfall, bevor die Behandlung abgeschlossen war. Aufgrund des sich verschlechternden Gesundheitszustands von Nadine Hwang kehrte das Paar Ende der 1960er-Jahre nach Europa zurück.
Nadine Hwang starb 1972, Nelly Mousset-Vos 1985. Sie sind in verschiedenen Gräbern in Brüssel beigesetzt.

## Filme
Der Schwede Magnus Gertten realisierte zwischen 2011 und 2022 eine Dokumentarfilm-Trilogie, die auch das Leben Nadine Hwangs behandelt:
- Harbour of Hope (Originaltitel: Hoppets hamn, 2011)[16]
- Every Face Has a Name (2015)[14]
- Nelly & Nadine (2022)